# Sipoonkorpi
Sipoonkorpi est une zone forestière s'étendant sur le territoire de Sipoo,  Helsinki et Vantaa en Finlande,.

## Présentation
Sipoonkorpi est une zone forestière située au nord de la Porvoonväylä.
Sur les 5 400 hectares de la forêt, 1 267 hectares sont une zone protégée Natura 2000 (FI0100066) et 2 300 hectares font partie du parc national de Sipoonkorpi,.
Les forêts de la zone sont principalement constituées d'épicéas, mais les bosquets et les pins sylvestres sont également très courants à Sipoonkorvi,.
Les forêts de Sipoonkorvi sont caractérisées par de nombreux rochers, diverses zones marécageuses et plusieurs étangs. 
D'autre part, il y a de vastes prairies ouvertes et des champs autour des forêts. 
Dans la partie nord-est de Sipoonkorpi, dans les forêts Hindsby appartenant à la zone Natura 2000, se trouve la vallée du ruisseau Byabäcken avec ses paysages traditionnels et ses bosquets. 
Certains des hauts plateaux rocheux de Sipoonkorpi ne sont pas seulement des sites de valeur locale mais aussi nationale,,.
En termes de paysages, Sipoonkorpi est souvent comparé au parc national de Nuuksio,.

## Galerie

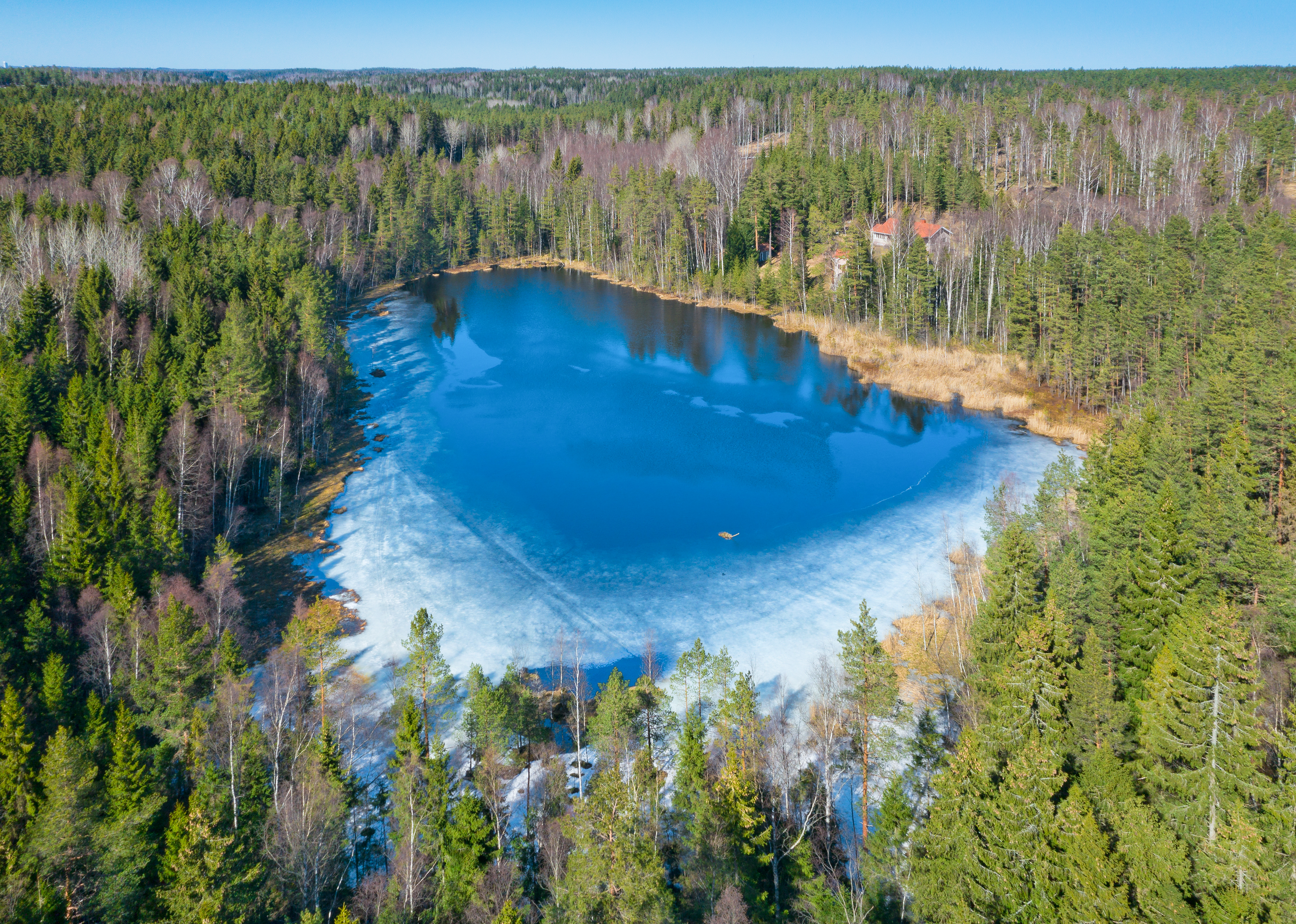
Lac Katronträsk à Sipoonkorpi.
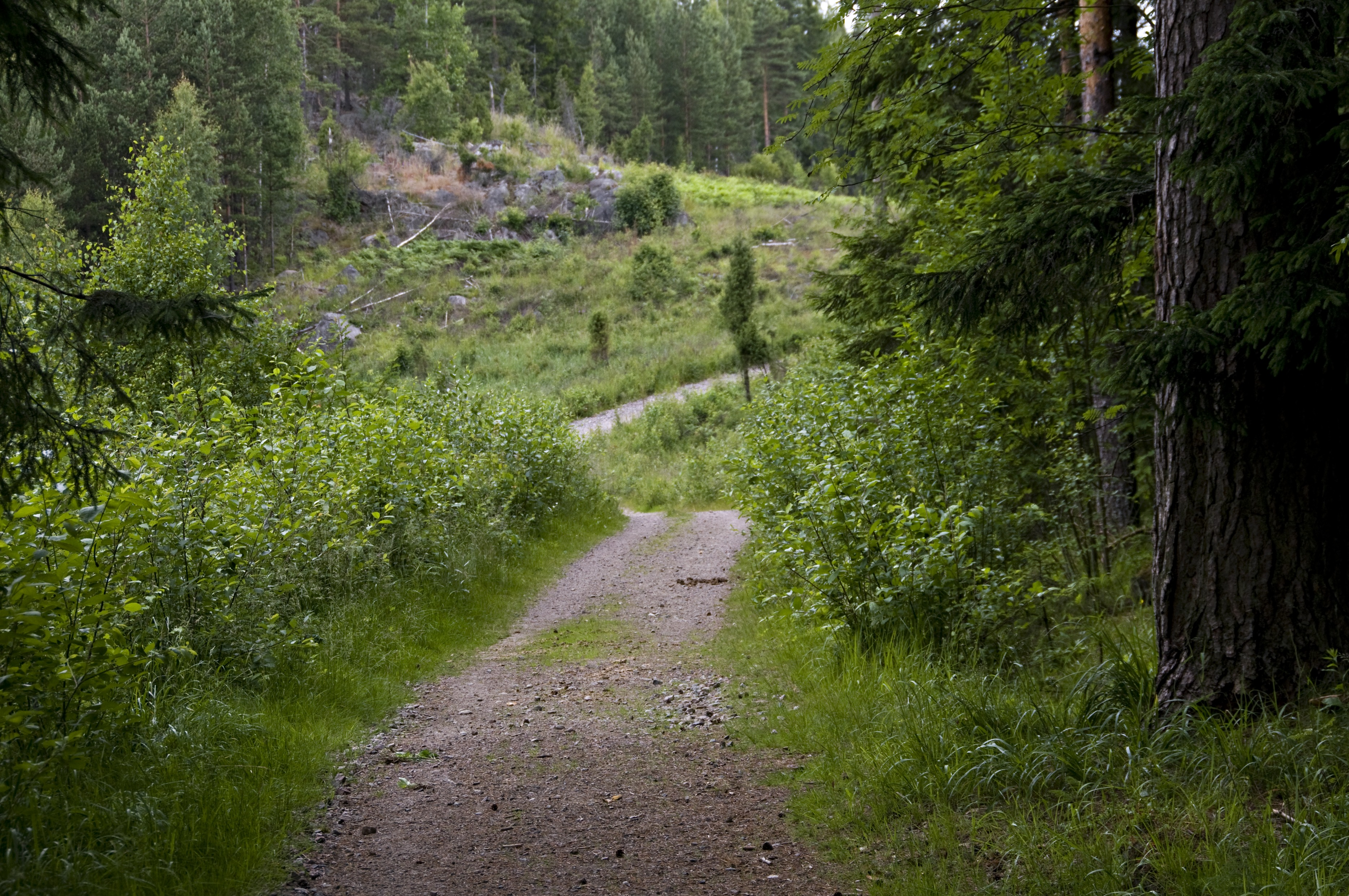
Sentier menant au lac Hältingträsk.
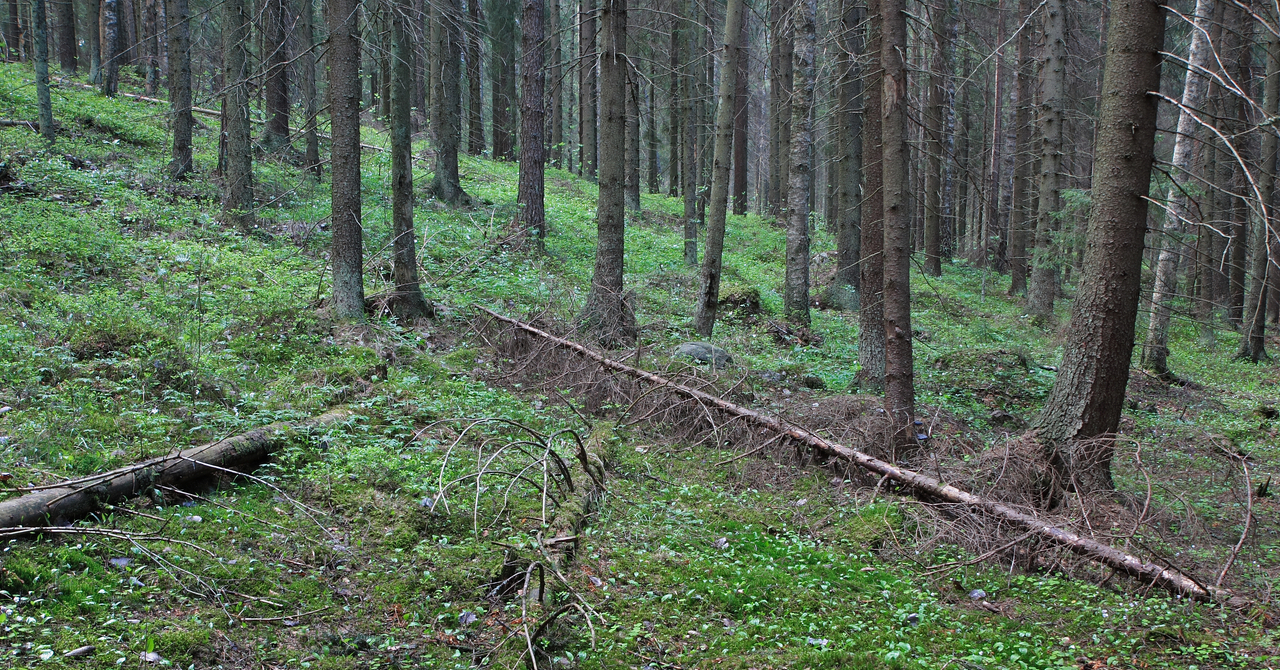
Sipoonkorpi.